# Zucker als nachwachsender Rohstoff

Der häufigste Zucker: Glucose (hier als α-D-Glucopyranose, in der Halbacetal-Form)

Glucose in der linearen Form (D-Glucose)

Biomasse besteht hauptsächlich aus Zucker oder Zuckerpolymeren. Daher hat Zucker als nachwachsender Rohstoff eine große Bedeutung. Er wird vor allem als Disaccharid Saccharose aus Zuckerrohr oder Zuckerrüben gewonnen. Das Zuckerpolymer Stärke (ein Polysaccharid) besteht aus dem Monomer Glucose (ein Monosaccharid) und wird beispielsweise aus Getreide, Mais und Stärkekartoffeln gewonnen. Ein weiteres häufig vorkommendes Glucosepolymer ist Cellulose, die vor allem aus Holz gewonnen wird. Eine wichtige Verwendung ist die energetische Verwertung, wie die Herstellung von Bioethanol und anderen Biokraftstoffen aus Zucker oder Stärke oder die thermische Verwendung von Cellulose als Bestandteil von Brennholz.
Eine zunehmende Bedeutung hat Zucker als Rohstoff der chemischen Industrie (Industriezucker). Zum einen dienen sie in der Biotechnologie als Energie- und Kohlenstoffquelle in Fermentationsansätzen zur Herstellung von organischen Lösungsmitteln, verschiedenen Rohstoffen (z. B. zur Herstellung von Bioplastik) und anderem. In chemischen Verfahren werden Zucker als Rohstoff zur Herstellung von Tensiden, Polyolen und anderen Produkten eingesetzt.

## Chemie und Herstellung

Hydroxymethylfurfural

Von Glucose abgeleitete Zuckersäure Gluconsäure, die Carbonylgruppe ist zu einer Carboxygruppe oxidiert.

Von Glucose abgeleitetes Polyol Sorbitol, die Carbonylgruppe wurde zu einer Hydroxygruppe reduziert.

Polymethylmeth-acrylat

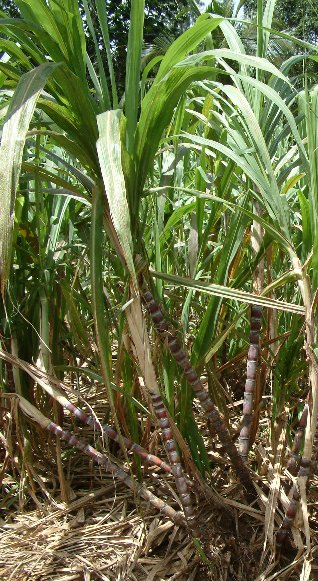
Vor allem in Brasilien wird aus Zuckerrohr Saccharose (Haushaltszucker) gewonnen.

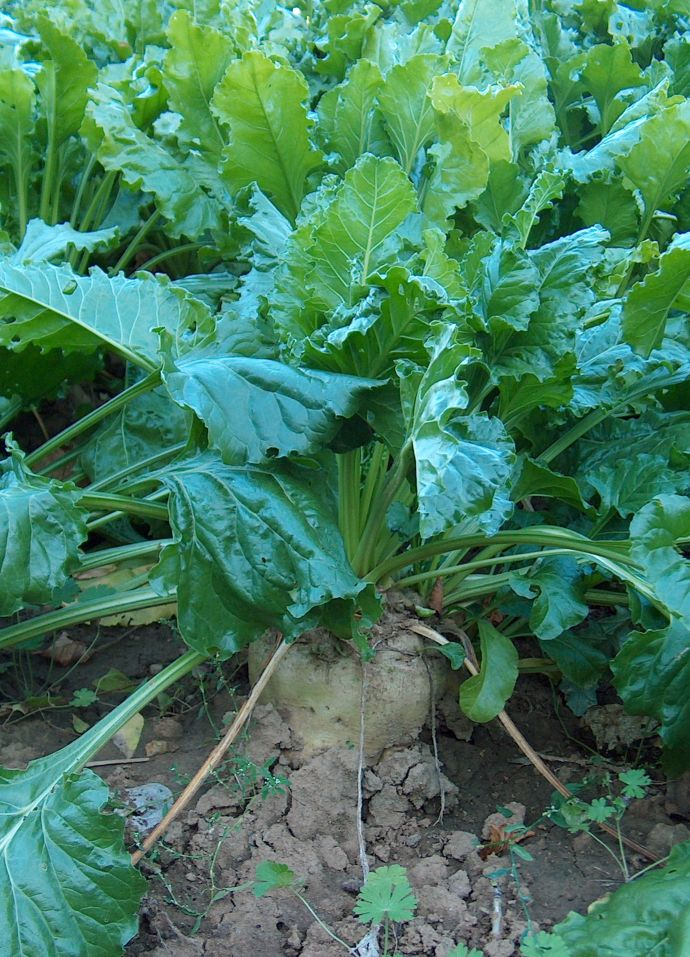
In Europa wird Saccharose vor allem aus Zuckerrüben gewonnen.

Beispiel eines Alkylpolyglycosids auf Glucose basierend (m = 1 bis 5 und n = 11 bis 15)

Zucker bestehen aus Kohlenstoff, Sauerstoff und Wasserstoff und werden auch als Kohlenhydrate bezeichnet. 3 bis 7 Kohlenstoffatome bilden das Rückgrat eines Einfachzuckers (Triose, Tetrose, Pentose, Hexose, Heptose). Im linearen Zuckermolekül tragen alle Kohlenstoffatome bis auf eines eine Hydroxygruppe (-OH) und mindestens ein Wasserstoffatom. Das verbleibende Kohlenstoffatom trägt mit einer Carbonylgruppe eine oxidierte Hydroxygruppe. Über diese funktionelle Gruppe kann bei größeren Zuckermolekülen (ab Pentose) die Bildung der typischen Ringstruktur (Halbacetal-Struktur) stattfinden.
Die Einfachzucker wiederum können über unterschiedliche glycosidische Bindungen (α oder β) zwischen verschiedenen Kohlenstoffatomen eines Zuckers (in Stärke z. B. zwischen C-Atom 1 und 4) auf vielfältige Weise miteinander verknüpft werden.
Somit sind zahlreiche verschiedene Einfach- und Vielfachzucker denkbar. In der Natur kommen die meisten nur selten, einige wenige dagegen häufig vor. Darüber hinaus ist die Gewinnung von Zuckergemischen durch den Formose-Prozess auch auf Basis fossiler Rohstoffe möglich.
Zucker kann biotechnologisch und chemisch zu einer großen Vielfalt von Produkten umgesetzt werden. Die dabei eingesetzten chemische Reaktionen sind unter anderem Hydrolyse, Dehydratisierung, Isomerisierung, Aldolkondensation, Hydrierung und Oxidation. Häufiges Ziel ist zum einen die Reduktion der Funktionalität der Zucker, um diese besser in industriellen Folgeprozessen einsetzen zu können, etwa als Polyol. Eine weitere Zielrichtung sind Folgeprodukte, die einen geringeren Oxidationsgrad und damit einen höheren Energiegehalt als Zucker aufweisen. Diese Produkte können gegebenenfalls als Treibstoffe, aber auch als Grund- oder Zwischenprodukte der Chemischen Industrie eingesetzt werden. Es wird auch versucht, chirale Zucker für den Einsatz als Chiral-pool-Komponente zu erschließen.
Der Aufbau der häufigsten bzw. als nachwachsender Rohstoff bedeutendsten Zucker, ihre Herkunft und ihre Verwendung sind im Folgenden erläutert.

### Einfachzucker
Zucker liegen in der Natur selten als Monomer vor. Daher erfolgt die Gewinnung der Einfachzucker meist aus Di- oder Polysacchariden.

#### Glucose
Der häufigste Zucker ist Glucose (C6H12O6, auch Traubenzucker oder Dextrose). Die wichtigsten höheren Saccharide bestehen aus Glucose (die Polysaccharide Stärke, Cellulose) bzw. enthalten Glucose (das Disaccharid Saccharose aus Glucose und Fructose). Die Gewinnung kann aus Stärke erfolgen, die ein Polymer aus Glucose darstellt.
Verwendung

Hydroxymethylfurfural kann günstig aus Glucose (oder Cellulose) hergestellt werden. Die Reaktion wird in einem Ionischen Lösungsmittel mit Chrom(III)-chlorid als Katalysator durchgeführt. Bei relativ milden Reaktionsbedingungen werden Ausbeuten bis zu 70 % an Hydroxymethylfurfural erzielt. Hydroxymethylfurfural kann in einem weiteren Schritt zu 2,5-Dimethylfuran weiterverarbeitet werden. Dieses lässt sich auch als Kraftstoff einsetzen.
Biotechnologische Produkte
In den meisten Organismen stellt Glucose ein zentrales Intermediat des Stoffwechsels dar, aus dem viele Verbindungen abgeleitet werden können. In biotechnologischen Anwendung wird daher häufig Glucose als Substrat für Fermentationen eingesetzt, in den Verbindungen wie Ethanol (Bioethanol), organische Säuren, Aminosäuren, Antibiotika hergestellt werden. Die mengenmäßig bedeutendste Anwendung ist die Herstellung von Ethanol, vor allem zur Verwendung als Biokraftstoff, mit Hilfe von Hefen. Das Verfahren gleicht der Herstellung von Spirituosen in einer Brennerei. Ausgangsrohstoff ist in diesem Fall häufig Stärke (Getreide, Mais, Kartoffeln etc.), die enzymatisch in Glucose zerlegt wird. Eine wachsende Bedeutung hat die fermentative Bereitstellung von Rohstoffen zur Herstellung von Kunststoffen, wie beispielsweise Polyhydroxyalkanoate oder Polylactide.
Für diese Anwendungen können statt Glucose häufig auch andere Zucker (Saccharose, oft in Form von Melasse) oder andere organische Verbindungen (Glycerin etc.) verwendet werden.

#### Produkte aus verschiedenen Einfachzuckern
Einige Produkte aus Einfachzuckern basieren auf chemischen Veränderungen, die theoretisch in analoger Form bei allen Einfachzuckern möglich sind. Meist wird jedoch wegen der guten Verfügbarkeit Glucose eingesetzt.
Verwendung

Zuckersäuren werden vielfältig für industrielle Anwendungen genutzt, wie beispielsweise in der Lebensmittelindustrie als Säurekomponente, aber auch für technische Anwendungen. Der wichtigste Vertreter ist die Gluconsäure, die aus Glucose gewonnen wird. Die Herstellung erfolgt meist in einem biochemischen Prozess, der durch die notwendigen Reinigungsschritte und die Menge der anfallenden Nebenprodukte relativ unwirtschaftlich ist. Neuere Entwicklungen basieren auf der Verwendung von chemischen Katalysatoren.

Durch katalytische Reduktion lassen sich Zucker in kurzkettige Polyole umsetzen. Als Katalysatoren wird zum Beispiel Ruthenium eingesetzt, als Lösungsmittel wird Wasser verwendet. Die entstehenden Polyole können mit Isocyanaten zu Polyurethanen umgesetzt werden und finden Anwendung als Lacke.

Zucker können auch zur Herstellung von Polymethylmethacrylat oder Acrylglas dienen. Dabei wird enzymatisch 2-Hydroxyisobutyrat aus Zucker hergestellt. Dieses ist ein Vorläufer des Monomers Methylmethacrylats, welches schließlich zu Polymethylmethacrylat polymerisiert werden kann. Das Verfahren befindet sich noch im Entwicklungsstadium.

### Zweifach- und Mehrfachzucker
Durch glycosidische Verknüpfung von zwei gleichen oder unterschiedlichen Monosacchariden erhält man ein Disaccharid.

#### Saccharose
Das häufigste Disaccharid ist die Saccharose (Haushaltszucker). Sie besteht aus Glucose und Fructose. Die Gewinnung erfolgt aus Zuckerrohr oder Zuckerrüben.
Verwendung

Die Vergärung von Saccharose aus Zuckerrohr zu Ethanol hat in Brasilien eine große Bedeutung für die heimische Kraftstoffversorgung. In Europa wird auch Saccharose aus Zuckerrüben für die Herstellung von Bioethanol verwendet.

#### Produkte aus verschiedenen Zwei- und Mehrfachzuckern
Für manche Anwendungen werden Di- oder Oligosaccharide benötigt.
Verwendung

Alkylpolyglycoside sind Ester aus Fettsäure und Zucker. Der Zucker (Mono- bis Oligosaccharide) dient dabei als hydrophiles Segment, die Kohlenstoffkette der Fettsäure als hydrophober Part dieses nicht-ionischen, biologisch abbaubaren Tensids. Alkylpolyglycoside werden mittlerweile im großtechnischen Maßstab hergestellt und eingesetzt.

### Vielfachzucker
Verschiedene Polysaccharide kommen in der Natur häufig vor und dienen beispielsweise als Energiespeicher (Stärke) oder verleihen Pflanzen ihre Struktur (Cellulose in Pflanzenfasern oder Holz).

#### Stärke

Stärke besteht aus Amylose und Amylopektin, die unteren 3 Glucosemoleküle sind α-1,4-glykosidisch verknüpft, die Bindung zum oberen Glucosemolekül wird als α-1,6-glykosidisch bezeichnet.

Die Stärke ist ein Polymer aus Glucose. Sie besteht aus Amylose, bei der zahlreiche Glucosemoleküle ausschließlich α-1,4-glykosidisch verknüpft ist. Ein weiter Bestandteil ist Amylopektin, das weitgehend wie Amylose aufgebaut ist, jedoch zusätzlich eine geringe Zahl von α-1,6-glykosidische Bindungen zu anderen Amylose- oder Amylopektin-Molekülen enthält. Die Amylase hat eine lineare, spiralige Form, das Amylopektin ist zudem verzweigt. Daher liegt die Stärke nicht, wie z. B. Cellulose, als hochgeordnete Struktur vor und ist daher gut für Enzyme (Amylasen) zugänglich. Daher dient Stärke in Pflanzen als leicht mobilisierbare Energiereserve und liegt in den Zellen körnchenförmig vor. Auch in biotechnologischen Anwendungen kommen Amylasen zum Einsatz, um Stärke in Mono- und Oligomere zu zerlegen und so z. B. zunächst wasserlöslich zu machen.
Verwendung
Bioethanol
Stärke aus verschiedensten Pflanzen kann als Rohstoff für die Herstellung von Bioethanol dienen. Für diese Anwendung ist keine Isolierung Stärke notwendig, da durch Destillation der vergorenen Rohstoffe reiner Alkohol gewonnen werden kann.
Glucose: Stärke ist ein Homopolymer aus Glucose. Mit Amylasen ist eine Zerlegung in dieses Monomer möglich.
Stärke: Wird Stärke in reiner Form benötigt, kann sie z. B. aus Getreide- und Maiskorn sowie Kartoffeln (Stärke- oder Wirtschaftskartoffeln) gewonnen werden. Sie wird unter anderem bei der Textil-, Klebstoff- und Papierherstellung (Papierstärke) benötigt. Auch Polymere können aus Stärke hergestellt werden (Stärkepolymer).

#### Cellulose

Cellulose besteht aus β-1,4-glykosidisch verknüpften Glucosemolekülen.

Die Cellulose ist ein Polymer aus Glucose. Durch die β-1,4-glykosidische Verknüpfung bedingt, ist die Cellulose linear. Durch die parallele Anordnung zahlreicher Cellulosemoleküle entstehen Fibrillen mit teilweise kristallinen Bereichen. Diese besondere Struktur findet sich beispielsweise in Pflanzenfasern und verleiht ihnen eine hohe Reißfestigkeit. Holz besteht zu einem großen Teil aus Cellulose, die zusätzlich mit Lignin inkrustiert ist (Lignocellulose).
Verwendung
Zellstoff: Eine wichtige stoffliche Anwendung ist die Gewinnung von Zellstoff, der hauptsächlich aus Cellulose besteht. Dieser wird durch Entfernen des Lignins aus Holz gewonnen und als Hauptrohstoff der Papierherstellung eingesetzt.
Cellulose-Ethanol: Für die Herstellung von Cellulose-Ethanol als Biokraftstoff der zweiten Generation sollen künftig auch Pflanzenanteile erschlossen werden, die bisher nicht vergoren werden können. Durch die geordnete Struktur der Cellulose in Pflanzenfasern und durch den Ligninanteile im Holz ist die Zerlegung in Mono- oder Oligosaccharide bisher nicht wirtschaftlich möglich. Die Zerlegung ist notwendig, um die Ethanolgärung mit Hefen durchführen zu können.

### Zucker als Bestandteil von Biomasse
Zucker macht meist den größten Anteil von Biomasse aus. Beispielsweise bestehen Pflanzenfasern vor allem aus Cellulose, und auch Holz besteht zu 70 bis 80 % aus den Polysacchariden Cellulose und Hemicellulose. Bei der stofflichen Nutzung von Pflanzenfasern und Nutzholz oder bei der energetischen Nutzung von Stroh, Holz etc. durch Verbrennung werden somit vor allem Zucker eingesetzt.